# Formació de l'Exèrcit del Nord
L'origen de la formació de l'Exèrcit del Nord o Exèrcit del Perú o Exèrcit Auxiliador de les províncies Interiors es remunta al començament de la Guerra d'Independència Hispanoamericana, quan després de produir-se la Revolució de Maig al Virregnat del Riu de la Plata, el 1810, la recentment formada Primera Junta de Govern de les Províncies Unides del Riu de la Plata va enviar des de la capital, Buenos Aires, un exèrcit que va iniciar la Primera expedició auxiliadora de l'Alt Perú amb la finalitat de fer reconèixer la seva autoritat i desallotjar els realistes fidels al Consell de Regència d'Espanya i Índies que governava a part d'Espanya en nom del rei captiu Ferran VII.

## Antecedents
Una de les més greus dificultats a què va haver de fer front el govern revolucionari de Buenos Aires, va ser la manca de militars entrenats, ja que la Primera Junta havia heretat escasses forces militars veteranes del Virregnat del Riu de la Plata.
Com a conseqüència de la Invasions Angleses al Riu de la Plata, el 1806 s'havien anat formant batallons milicians a Buenos Aires, però el seu nombre es va veure disminuït en finalitzar els Aldarulls d'Álzaga a l'1 de gener del 1809.
L'11 de setembre del 1809, el nou virrei Baltasar Hidalgo de Cisneros havia reduït encara més les milícies de Buenos Aires i havia destinat el 4 d'octubre a part d'elles a sufocar la Revolució de Chuquisaca i La Paz.
La Primera Junta comptava amb la infanteria veterana que estava representada pel Regiment d'Infanteria de Buenos Aires (El Fijo), que es trobava disminuït pel fet que al 1809 algunes de les seves companyies van ser enviades a l'Alt Perú.
La cavalleria estava formada pel Regiment de Dracs de Buenos Aires i el de Cos de Blandengues de la Frontera.
L'artilleria només comptava amb algunes companyies del Reial Cos d'Artilleria distribuïdes pel virregnat.
El 29 de maig del 1810 la Primera Junta va transformar els batallons milicians existents en regiments. Aquesta data es considera el naixement de l'Exèrcit Argentí.
| « | Els Batallons Militars existents s'elevaran a regiment amb la força efectiva de mil cent setze places, reservant-se la Junta decidir separadament sobre l'arranjament de la cavalleria i artilleria volant. Queda publicat avui una rigorosa lleva en què seran compresos tots els ganduls i homes sense ocupació des dels 18 fins als 40 anys. Tornaran al Servei Actiu tots els rebaixats que actualment no estan exercint algun art mecànic o servei públic. | » |

Aquestes unitats fundacionals eren les següents:
- Regiment d'Infanteria N ° 1 (ex N ° 1 de Patricis)
- Regiment d'Infanteria N ° 2 (ex N ° 2 de Patricis)
- Regiment d'Infanteria N ° 3 (ex Arribenys)
- Regiment d'Infanteria N ° 4 (ex Muntanyesos)
- Regiment d'Infanteria N ° 5 (ex Andalusos)
- Regiment de Granaders de Ferran VII
- Cos d'Artilleria Volant
- Esquadró d'Hússars del Rei
- Batalló de Castes (indis, pardos i morenos lliures)

Molts dels primers comandants van ser civils o oficials de graduació inferior, posats al capdavant de les tropes més per la seva convicció política i el seu carisma de comandament que per les seves capacitats militars.

## Acta del 25 de maig
En l'acta de formació de la Junta de Govern del 25 de maig de 1810 es va estipular:
| « | (...) entenent-se aquesta sota l'expressa i precisa condició que, instal·lada la Junta, s'ha de publicar en el termini de 15 dies una expedició de cinc-cents homes per auxiliar les províncies interiors del regne, la qual haurà de marxar a la major brevetat, pagant--se aquesta amb els sous del Excm. Sr. Baltazar Hidalgo de Cisneros, Tribunals de la Reial Audiència pretorial, i de Comptes, de la renda de tabacs amb la resta que la Junta tingui per convenient retallar, en intel·ligència, que els individus tributaris no han de quedar absolutament desposseïts, perquè aquesta és la manifesta voluntat del poble. | » |

El 27 de maig la Junta va enviar una circular a les províncies demanant l'enviament de diputats a Buenos Aires i manifestant que enviaria una:
| « | (...) expedició de cinc-cents homes a l'interior amb la finalitat de proporcionar auxilis militars per mantenir l'ordre, si es tem que sense ell no es farien lliure i honradament les eleccions de vocals diputats (...) | » |

## Formació de l'Exèrcit
El 14 de juny la Junta va ordenar al vocal Juan José Castelli que emetés un llistat de les tropes amb les que es faria efectiva l'expedició, complint així l'acta del 25 de maig, formant-se un exèrcit de mil cent cinquanta homes. Aquell dia la Junta va nomenar com comandant general de l'expedició al coronel dels Arribenys Francisco Ortiz d'Ocampo, ordenant-li que allistés amb la major urgència els soldats d'acord amb un llistat de companyies que se li va subministrar, indicant-li que el 17 de juny revisarien la força reunida.
| « | Havent d'afanyar-se la Expedició d'auxili a les Províncies interiors amb les finalitats publicades anteriorment, ha resolt la Junta s'informi de la força continguda en l'adjunt estat: i havent-se nomenat a vostra excel·lència com a Comandant general de l'Expedició, se'l participa perquè immediatament procedeixi a acordar amb els altres coronels de les Companyies que han allistat apurant els altres preparatius amb la major urgència; La intel·ligència que el dia 17 del corrent ha de passar revista a la Expedició a disposició de marxar si és necessari; Tenint especial cura de que les Companyies destinades s'integrin amb soldats del mateix cos en termes que no minvi ni en un sol home. Buenos Aires, 14 de juny del 1810. La Junta Senyor Coronel D. Francisco Ocampo. | » |

El mateix dia van ser nomenats els comandants de l'expedició, capellans, cirurgians, Comissari, Auditor i el Comissionat. El dia 16 es van expedir les instruccions a la Junta de Comissió de l'expedició.
| «                                      | (...) En tot poble on s'entri es farà una revista formal de tota tropa, tant veteranes com de milícies, que tingui armament i s'agregarà a la Expedició, de forma que aquesta creixi amb tota la gent armada de la cursa sense que a la seva esquena quedi objecte de recel (...) Es demanaran als Cabildos els fons necessaris per continuar la expedició, lliurant contra la Tresoreria d'aquesta Capital. Es faran reclutes rigoroses, tenint cura que recaiguin en homes de bona talla que remetran a la Capital (...) | » |
| — Instruccions a la Junta de Comissió. | |   |

La Junta de Govern va decidir realitzar una col·lecta a Buenos Aires per ajudar els expedicionaris. El secretari Mariano Moreno la va començar, donant al juny unces d'or. La força anava regularment uniformada, amb abundants municions, bon armament i amb sou pagat anticipadament, la qual cosa es va pagar en part amb un emprèstit obtingut del comerç sota garantia del comerciant i del vocal Juan Larrea.
El 25 de juny es va realitzar una revista de les tropes a la Plaça de la Victòria. La força estava formada per les unitats següents:
La infanteria estava formada per 11 companyies:
- 2 companyies del Regiment N ° 1 i 2 (Patricis. Els regiments 1 i 2 estaven units. Entre ells els capitans Matías Balbastro i Luciano Montes d'Oca)
- 2 companyies del Regiment N ° 3 (Arribenys)
- 2 companyies del Regiment N ° 4 (Muntanyesos)
- 2 companyies del Regiment N ° 5 (Andalusos, entre ells el tinent Domingo Albariño)
- 2 companyies del Regiment de Castes (Pardos i Morenos)

Cada companyia dels 5 regiments anteriors comptava amb 50 soldats, 4 caps primers, 4 caps segons, 1 tambor, 3 sergents, un subtinent, un tinent i un capità).
- 50 soldats del Regiment d'Infanteria de Buenos Aires amb els seus oficials (capità, tinent i sotstinent).

La cavalleria estava formada per 3 companyies, cadascuna amb els seus oficials: capità, tinent i alferes.
- 50 soldats del Regiment de Dracs.
- 50 soldats de l'Esquadró d'Hússars.
- 100 soldats del Cos de Blandengues.

L'artilleria estava formada per 4 peces volants, 2 obusos i 2 companyies. El capità Manuel Vidal va ser designat per comandar l'artilleria, però es va excusar i en substitució va ser nomenat el capità Diego Solano.
- 42 artillers veterans amb els seus respectius oficials (capità Diego Solano, tinent i sotstinent) del Reial Cos d'Artilleria.
- 64 artillers de la Companyia N° 7 del Batalló d'Artilleria Volant (ex de la Unió) amb els seus respectius oficials (capità graduat Juan Ramón Urien, tinent Felipe Pereyra de Lucena i subtinent Antonio Bordas).
- 19 genets auxiliars per tenir cura del tren i la caballada

## Plana Major
La Junta comptava amb una Secretaria de Guerra que va ocupar Mariano Moreno.
A similitud dels exèrcits de la Revolució francesa, la Junta va designar a l'exèrcit al seu representant o comissionat, Hipólito Vieytes, que exercia el comandament polític.
El comandament miliar estava subjecte al comandament polític.
La Junta va designar al capdavant del comandament militar i com a comandant general de l'expedició, al coronel d'Arribenys Francisco Ortiz d'Ocampo. El va secundar com a major general, el tinent coronel Antonio González Balcarce, al qual es va donar una formació precipitada en dos mesos.
L'elecció d'Ortiz d'Ocampo va ser realitzada amb el propòsit de generar l'adhesió del poble de l'interior del virregnat, ja que ell mateix era natural de la Rioja, així com per la confiança que li tenien els soldats. Ortiz d'Ocampo posseïa també coneixement de les regions on es dirigia l'exèrcit, a causa dels seus viatges com a comerciant, que també li donaven múltiples relacions a les ciutats de l'interior.
El capità de Patricis José María Urien era ajudant de camp del comandant de l'expedició.
L'auditor de guerra va ser Feliciano Antonio Chiclana.
Juan Gil va ser el comissari de guerra amb intervenció a la guarda i tot l'afer econòmic de queviures, municions i aprests, amb els oficials que demanés, però va renunciar-hi i el 20 de juny va ser nomenat Antonio del Pino.
Per a totes les resolucions relatives a la conducta política amb els pobles i el govern militar de l'expedició, es va establir una Junta de Comissió que per majoria havia de prendre les resolucions. Estava formada pel comandant, l'auditor i el comissionat, sent el secretari Vicente López i Planes, nomenat el dia 1 de juliol.
| « | Totes les resolucions relatives a la conducta política amb els pobles, i el govern militar de la expedició, tota providència i tota resolució d'importància, s'ha d'acordar amb la Junta d'Observació del mateix exèrcit i la pluralitat dels sufragis farà providència. Aquesta Junta es formarà pel 1er Comandant, l'auditor de guerra i del Comissionat Don Hipólito Vieites. | » |

Acompanyaven també a l'exèrcit dels capellans: 1r, Dr. Manuel Albariños i 2 ° Dr. Manuel Ezcurra els despatxos dels quals van ser emesos el 18 de juny, després de renunciar José Ruiz, designat 1r capellà. Com cirurgians anaven: 1r Juan Madera i 2 ° Manuel Casal els despatxos dels quals van ser emesos el 16 de juny. El apotecari Sisto Molouni va ser nomenat el 18 de juny.
El 2 de juliol va ser nomenat el proveïdor de l'exèrcit Agustín Márquez.
El 3 de juliol es va ordenar que es nomenés provisionalment a Córdoba a un auditor de guerra en reemplaçament de Chiclana:
| « | No podent verificar-se la sortida del Dr. Don Feliciano Chiclana, auditor nomenat per a aquesta expedició, tindrà cura la Junta de Comissió tot just arribi a Córdoba d'escollir un advocat de concepte, probitat i pública adhesió a la nostra causa i el col·locarà al mateix càrrec que avui havia d'ocupar Dr. Chiclana, amb les mateixes funcions i sou, tot provisòriament fins a l'aprovació d'aquesta Junta Governativa a qui es donarà compte. - Déu vos guard, a 3 de Juliol del 1810. Sr. Comandant de la expedició al Perú. | » |

El 9 d'agost la Junta de Comissió va nomenar com a auditor a Norberto del Signo, la qual cosa va ser aprovada per la Junta el 18 d'agost.

## L'exèrcit es posa en marxa
Un cop instruït l'exèrcit, les tropes van sortir del Retiro a les 2 de la tarda del 6 de juliol del 1810 per establir-se en una caserna de campanya a la finca de Juan Pedro Córdoba al Turó Castro, llavors a tres llegües de Buenos Aires, i ser revisades per la Junta en ple el dia 9.
El 12 de juliol les tropes van començar la marxa per la ruta a Córdoba per fer front a la Contrarevolució de Córdoba comandada per l'antic virrei Santiago de Liniers. Ortiz d'Ocampo portava instruccions precises que deien:
| « | Tot i que la expedició tingui un final feliç, i no se li posin trabes a la carrera, haurà de parar a Jujuy fins a nova ordre. | » |

Els soldats portaven en els barrets, una cucarda amb els colors groc i encarnat, a les boques dels fusells monyos de cintes celestes i blanques; I una escarapela amb el retrat de Ferran VII.
El 14 de juliol la força va arribar a Luján, allà el comandant va rebre noves instruccions de la Junta, continuant després per Salto, d'on va partir el 18 de juliol, Pergamino, el 20 i 21 de juliol, Guàrdia del Cantó de Buenos Aires (actual San José de la Esquina), que era el límit amb Córdoba, el 25 de juliol, Fraile Muerto (actual Bell Ville), entre el 25 i el 30 de juliol, Paso de Ferreyra, l'1 d'agost, Corral del Maestro, el 4 d'agost i Córdoba, el 10 d'agost.
El 8 de juliol Mariano Moreno va ordenar que els que s'oposessin a la revolució fossin remesos a Buenos Aires a mesura que anessin sent capturats, però el 28 de juliol va impartir l'ordre de:
| « | Que siguin arcabussejats (disparats amb un arcabús, que era una arma més antiga que el fusell) Santiago Liniers, el bisbe Orellana, l'Intendent de Còrdoba Gutiérrez de la Concha, el coronel de milícies Allende, l'Oficial Reial Moreno i don Victoriano Rodríguez al mateix moment en que tots i cadascun d'ells siguin capturats. Siguin quines siguin les circumstàncies s'executarà aquesta resolució sense donar lloc a demores que puguèssin promoure pregs i relacions capaces de comprometre el compliment d'aquesta ordre | » |

A la Guàrdia de la Esquina, l'expedició va rebre notícies que Liniers havia partit amb les seves forces rumb al nord, de manera que González Balcarce es va avançar amb tres-cents homes a la seva recerca l'1 d'agost des del Paso de Ferreyra.
El capità Cliclana havia estat nomenat auditor de guerra de l'Exèrcit del Nord. Encara que no viatjava amb l'expedició, la va aconseguir juntament amb Calixto Gauna el 28 de juliol a Fraile Muerto, amb el seu escorta de 6 blandengues i 2 patricis, que allí va reforçar amb 12 blandengues al comandament del tinent de patricis Eusebio Suárez i va continuar el viatge a Salta.